# 丁二烯酸
丁二烯酸是一种有机化合物，化学式为C4H4O2。它可由3-丁炔酸和18%碳酸钾溶液于40 °C反应，再酸化后制得。它和碘化钠在乙酸中反应，可以得到3-碘-3-丁烯酸。它和环戊二烯于乙醚中反应，可以得到3-亚甲基双环[2.2.1]辛-5-烯-2-甲酸，内型（endo）与外型（exo）异构体之比为68:32。